# Съпругът ми има семейство
Съпругът ми има семейство (на испански: Mi marido tiene familia), със заглавие за втори сезон Съпругът ми има по-голямо семейство (на испански: Mi marido tiene más familia), е мексиканска теленовела, режисирана от Ектор Бония, Аурелио Авила, Франсиско Франко и Хуан Пабло Бланко и продуцирана от Хуан Осорио за Телевиса в периода 2017 – 2019 г. Версията на първи сезон, разработена от Ектор Фореро Лопес и Пабло Ферер Гарсия-Травеси, е базирана на южнокорейския сериал My husband got a family, създаден от Пак Чи-ун. Вторият сезон на теленовелата продължава историята на главните персонажи от първия, а също и на Панчо Лопес (герой от теленовелата Семейство с късмет) и множество герои, на които съдбата се смее.
В главните роли са Сурия Вега и Даниел Аренас, в поддържащите – Лаура Вигнати, Хосе Пабло Минор, Арат де ла Торе и Сусана Гонсалес, а в отрицателните – Лола Мерино, Хуан Видал и Херман Брако. Участват също Габриел Сото, Карла Карийо, Рехина Ороско, Габриела Платас, Рене Касадос, Джесика Коч, Яир, Оливия Бусио, Игнасио Касано, Хаде Фрасер, Гонсало Вега мл., Лус Мария Херес, Марко Муньос и първите актьори Диана Брачо, Рафаел Инклан, Силвия Пинал, Карлос Брачо, Кармен Салинас и Патрисио Кастийо.
По време на цялата теленовела се засягат теми като либерален феминизъм, консерватизъм, либерализъм, хомосексуалност, хомофобия, осиновяване, като по този начин се нарушава моделът на традиционното семейство.

## Сюжет
1-ви сезон: Една история, в която съдбата се присмива на всички

Хулиета е независима жена, която работи като вицепрезидент във фирма и е годеница на Робърт Купър, уважаван лекар, който е изоставен в сиропиталище, но когато е на 4-годишна възраст е осиновен от колумбийско-американско семейство. Всички приятели на Хулиета са на мнение, че Робърт е идеалният партньор, който всяка жена би искала да има.
Всичко се променя, когато Хулиета и Робърт отиват да живеят в пансион, където се запознават със семейство Корсега – доня Бланка, дон Еухенио и трите ив дъщери Марисол, Даниела и Линда; Фрида, Аудифас и Полита и сина им Аристотелис, и матриарха доня Имелда Корсега – сплотено семейство, но и много противоречиво.
В началото на общото им съжителство Хулиета и доня Бланка имат ежедневни различия. Всеки член на семейството има мислене, различно от това на Хулиета, и това води до конфликти, заради които Хулиета започва да изпитва неприязън към тях. Когато най-накрая вярва, че ще се отърве от това семейство, в живота им се случва нещо неочаквано, тъй като те откриват, че Корсега е истинското семейство на Робърт, който е син на доня Бланка и дон Еухенио, сина, който са изгубили преди 34 години, чието истинско име е Хуан Пабло.
От този момент животът на Хулиета и Робърт се променя из основи. Хулиета и доня Бланка решават да започнат отначало в отношенията си, за да се разбират занапред по-добре, тъй като тя е истинската майка на Робълт и следователно нейна свекърва, която иска най-доброто за сина си. От друга страна, Хулиета е готова да живее и със зълвите си – с Марисол и Даниела затоплят отношенията си, но с Линда отношенията им стават от лоши – по-лоши. Съдбата си играе с Лина, която се влюбва в Бруно, но тя не знае, че мъжът, към когото изпитва чувства, е брат на жената, която най-много мрази. Малко по малко, цялото семейство, особено доня Бланка и доня Имелда, започва да се включва във всяко решение, което трябва да бъде взето от Хулиета и Робърт.
Хулиета е вярвала, че е намерила съвършения човек в лицето на Робърт – трудолюбив, любящ, подкрепящ, отговорен, но със семейство, което ходи по петите им, и което поставя препятствия във връзката им. Сега Хулиета трябва да се научи как да се справи с Корсега, защото съпругът ѝ има семейство.
2-ри сезон: По-добре, но не винаги...

Накрая Хулиета успява да балансира между личния и професионалния си живот, в близост до съпруга си Робърт и децата им – Давид, който е на 4 години, и Бланкита, която е на година и половина. Отново семейство Корсега трябва да се изправи пред редица проблеми, когато Робърт открива дядо си, Кануто „Тито“ Корсега, „покойния“ баща на Еухенио, Тулио и Аудифас, които вярват на „истината“, че баща им е починал. Същата тази „истина“ им е втълпявана години наред от дона Имелда, която остава разочарована от съпруга си, който навремето е имал извънбрачна връзка с Крисанта. От друга страна, Хулиета преминава през трудни моменти заради пристигането на новата си шефка, Сусана Корсега. Сусана е дъщеря на Тито и Крисанта, които са пристигнали от Долна Калифорния, за да се запознаят със семейство Корсега от Оахака. Сусана се съмнява в професионалните способности на Хулиета, която, от своя страна, не може да повярва, че новата ѝ шефка има същата кръв, която има и съпругът ѝ, и следователно ѝ е леля. Вярвайки, че съдбата е решила да ѝ постави на пътя повече препятствия, отколкото е трябвало да преодолее, тъй като сега Хулиета има по-голямо семейство от това, от което е искала да избяга преди 4 години.
Даниела и Габриел „Мечките“ са изградили стабилен брак въпреки конфликтите на техните семейства: Корсега и Муси. Даниела ще поеме по-голямо предизвикателство, когато Габриел я моли да имат син, за да я приеме семейството му. Това ще предизвика още повече проблеми между двете семействата.
За Робърт е истинско чудо, че е открил цялото семейство Корсега, към което принадлежат и Себастиан и Аксел, синове на Сусана, които са братовчеди на Робърт. Семейство Корсега се изправя пред нови битки, както срещу Муси, така и срещу членовете, които го изграждат. Това предполага нови предизвикателства в живота на „Опа“ (галеното име, с което се наричат Хулиета и Робърт). „Опасите“ ще докажат, че въпреки проблемите на семействата, могат да продължат напред, и Хулиета ще стигне до поредния извод, че съпругът ѝ има по-голямо семейство.

## Актьори
Част от актьорския състав:
- Сурия Вега – Хулиета Агилар Ривера
- Даниел Аренас – Робърт Купър / Хуан Пабло Корсега Гомес
- Диана Брачо – Бланка Гомес де Корсега
- Рафаел Инклан – Еухенио Корсега Сиера
- Силвия Пинал – Имелда Сиера вдовица де Корсега
- Оливия Бусио – Каталина Ривера вдовица де Агилар
- Лус Мария Херес – Белен Гомес
- Лола Мерино – Ана Романо де Корсега
- Рене Касадос – Аудифас Корсега Сиера
- Джесика Коч – Марисол Корсега Гомес
- Габриела Платас – Амапола Кастаниеда де Корсега
- Игнасио Касано – Уго Агилар Ривера
- Яир – Хави Галан
- Хаде Фрасер – Линда Корсега Гомес
- Рехина Ороско – Амалия Гомес
- Хуан Видал – Хулиан Гера
- Лаура Вигнати – Даниела Корсега Гомес
- Хосе Пабло Минор – Габриел Муси
- Емилио Осорио – Аристотелис Корсега Кастаниеда
- Федерико Айос – Бруно Агилар Ривера
- Барбара Ислас – Диана Мехия де Агилар
- Паола Тойос – Бегония Бустаманте
- Латин Лъвър – Енсо
- Лихия Уриарте – Дафне
- Маркос Монтеро – Игнасио
- Исабела Тена – Фрида
- Марио Дискуа
- Мария Нела Синистера – Лус
- Марко Муньос – Тулио Корсега Сиера
- Балтасар Овиедо – Кармело
- Сантяго Белтран – Хуан Пабло Корсега Гомес (дете)
- Андреа Португал – Бланка Гомес де Корсега (млада)
- Аарон Фонсека – Еухенио Корсега Сиера (млад)
- Паулина де Лабра
- Арат де ла Торе – Панчо Лопес
- Сусана Гонсалес – Сусана Корсега Диас
- Сесилия Габриела – Д-р Таня
- Габриел Сото – Ернесто Рей
- Кармен Салинас – Крисанта Диас
- Карлос Брачо – Кануто „Тито“ Корсега Родригес
- Майрин Вилянуева – Ребека Тревиньо Гарса
- Гонсало Вега мл. – Аксел Легорета Корсега
- Родриго Перес „Ел Канелито“ – Себастиан Легорета Корсега

## Премиера
Премиерата на Съпругът ми има семейство е на 5 юни 2017 г. по Las Estrellas. Последният 102. епизод за първи сезон е излъчен на 22 октомври 2017 г. Премиерата на втория сезон е на 9 юли 2018 г. по Las Estrellas. Последният 167. епизод за втори сезон е излъчен на 24 февруари 2019 г.
| Година    | Излъчване              | Брой епизоди | Премиера              | Премиера | Финал                             | Финал   |
| Година    | Излъчване              | Брой епизоди | Дата                  | Рейтинг  | Дата                              | Рейтинг |
| --------- | ---------------------- | ------------ | --------------------- | -------- | --------------------------------- | ------- |
| 2017 2018 | понеделник-петък 20:30 | 102 167      | 5 юни 2017 9 юли 2018 | 17.6 -   | 22 октомври 2017 24 февруари 2019 | 28.7 -  |

## Екип
- Оригинална история – Пак Чи-ун
- Версия и либрето – Ектор Фореро Лопес, Пабло Ферер Гарсия-Травеси
- Ко-адаптация – Лени Феро, Габриела Руфо, Сантяго Пинеда
- Литературна редакция – Сантяго Пинеда, Хайме Сиера
- Литературни консултанти – Марта Хурадо, Ингрид де Ласе, Мариана Михарес, Мици Елисалде
- Литературен сътрудник – Хуан Осорио
- Сценография и декор – Антонио Гарсия, Маноло Домингес, Клаудия Рамос
- Дизайн на костюми – Ванеса Самора Винк, Дулсе Лаваниегос
- Начална музикална тема (1. сезон) – Tú eres la razón
- Изпълнители – Анхелина и Лос Фонтана
- Начална музикална тема (2. сезон) – Tú eres la razón
- Изпълнители – Лос Фонтана и Маргарита ла Диоса де ла Кумбия
- Автори – Хорхе Едуардо Мургия, Маурисио Ариага
- Крайна музикална тема – Llegaste a mi vida
- Изпълнител – Яир
- Автор – Хосе Луис Рома
- Музикални координатори – Хулио Бланко, Мигел Мендоса
- Музикално оформление – Хесус Бланко, Алберто Олмедо
- Редактори – Норма Рамирес, Алехандро Иглесиас, Маурисио Коронел, Даниел Рентерия
- Асистент-редактори – Моника Ернандес, Исмаел Виегас
- Директори продукция – Ерасмо Перес, Алина Бермудес Касарес, Вероника Албор, Диего Осорио
- Мениджър продукция – Ноеми Кортес
- Координатори продукция – Кристиан Рохас Варгас, Клаудия Калдерон Мартинес, Мириам Авалос, Ноеми Кортес
- Фотограф – Диего Тенорио
- Асистент-продуценти – Едгар Давила, Омар Давила
- Асистент-оператори – Фернандо Рохас, Ирма Диас, Карла Мансано, Абнер Обед
- Асистент-режисьори – Хуана Химарес, Лурдес Кобо, София Вани
- Продуценти – Рой Нелсън Рохас Варгас, Игнасио Ортис Кастийо
- Оператори – Маурисио Мансано, Гилберто Масин Аренас, Марта Монтуфар
- Режисьори – Ектор Бония, Аурелио Авила, Франсиско Франко, Хуан Пабло Бланко
- Изпълнителен продуцент – Хуан Осорио

## Продукция
Записите на първи сезон започват на 11 април 2017 г. в Оахака. Локациите в Мексико включват Оахака и Телевиса Сан Анхел.
Записите на втория сезон започват на 18 май 2018 г.

## Саундтрак
| Nº | Песен                | Изпълнител(и)          | Продължителност |
| -- | -------------------- | ---------------------- | --------------- |
| 1  | „Tú eres la razón“   | Анхелина и Лос Фонтана | 3:48            |
| 2  | „Llegaste a mi vida“ | Яир                    | 3:21            |
| 3  | „Así me gustas“      | Паулина и Давид Олгин  | 3:19            |
| 4  | „Nena“               | Марама                 | 2:18            |

## Благотворителен концерт
На 30 септември 2017 г. продуцентът Хуан Осорио организира благотворителен концерт за събиране на средства за пострадалите от земетресението в Чиапас от 7 септември 2017 г., в който участват множество артисти и певци, сред които Марама, Пау и Даво и Анхелина и Лос Фонтана. Концертът се излъчва по телевизията на 28 октомври 2017 г.

## Награди и номинации
Copa Televisa
| Година | Категория            | Резултат |
| ------ | -------------------- | -------- |
| 2017   | Най-добра теленовела | Печели   |

Награди TVyNovelas 2018
| Категория                                | Номинация                                                             | Резултат   |
| ---------------------------------------- | --------------------------------------------------------------------- | ---------- |
| Най-добра теленовела                     | Хуан Осорио Ортис                                                     | Номиниран  |
| Най-добър сценарий или адаптация         | Ектор Фореро, Пабол Ферер и Марта Хурадо                              | Номинирани |
| Най-добра актриса в главна роля          | Сурия Вега                                                            | Номинирана |
| Най-добър актьор в главна роля           | Даниел Аренас                                                         | Номиниран  |
| Най-добра актриса в отрицателна роля     | Лоля Мерино                                                           | Номинирана |
| Най-добра първа актриса                  | Силвия Пинал                                                          | Печели     |
| Най-добра актриса в поддържаща роля      | Диана Брачо                                                           | Печели     |
| Най-добър актьор в поддържаща роля       | Рафаел Инклан                                                         | Номиниран  |
| Най-добра актриса във второстепенна роля | Оливия Бусио                                                          | Номинирана |
| Най-добър оператор                       | Маурисио Мансано и Гилберто Масин                                     | Номинирани |
| Най-добър режисьор                       | Ектор Бония и Аурелио Авила                                           | Номинирани |
| Най-добър екип                           | Хуан Осорио                                                           | Номиниран  |
| Най-добра музикална тема                 | Лос Фонтана и Анхелина Автори: Хорхе Едуардо Мургия и Маурисио Ариага | Номинирани |

## Разклонение
След финала на Съпругът ми има по-голямо семейство, Хуан Осорио обявява, че ще продуцира през 2019 г. разклонение с гей двойката на сериала Аристотел и Темо, които ще бъдат главните герои.